# Annika Firley
Annika Firley (* 11. Juni 1986 in Marl, Nordrhein-Westfalen, Deutschland) ist eine deutsche Musicaldarstellerin.

## Leben
Nach ihrem Abitur im Jahr 2005 absolvierte Firley von April 2006 bis Februar 2010 ein Musicalstudium an der Folkwang Universität der Künste in Essen. Gesangsunterricht erhielt sie zuvor bei Valerie Bruhn und während ihres Studiums bei Noelle Turner.
Vor dem Musicalstudium nahm sie an Wettbewerben teil und war  2005 Preisträgerin des Bundeswettbewerbs Gesang in Berlin in der Rubrik Musical.
Seit 2007 ist Firley als Musicaldarstellerin am Theater Hagen engagiert. Sie spielte dort u. a. die Mrs. Cohen in Rent (2008), Velma in West Side Story (2008–2010) und Aschenputtel in Into the Woods (Spielzeit 2009/2010). In der Spielzeit 2010/2011 trat sie ab November 2010 am Theater Hagen im Weihnachtsmärchen Schneewittchen, einer Produktion des Musiktheaters Hagen mit Musicaldarstellern, auf. Firley erhielt gute Kritiken für ihre Darstellung der Titelrolle; sie spielte mit „mädchenhaftem Timbre und leichtfüßigem Charme.“ Vom 27. November 2011 bis zum 22. Dezember 2011 verkörperte sie am Theater Hagen in einer Adaption des Grimm’schen Märchens Rotkäppchen die Hauptrolle der Sophie (Rotkäppchen). Im November/Dezember 2013 spielte sie am Theater Hagen im Weihnachtsmärchen Der Froschkönig die Rolle der Prinzessin Elisa; sie war die „kluge und eigensinnige Königstochter.“ In der Spielzeit 2016/17 war sie die Eule, die später wieder Prinzessin Lusa wird, in dem Märchenstück Kalif Storch.
Firley trat auch bei einigen Musical-Galas auf; dort sang sie u. a. neben Patrick Stanke, Sabrina Weckerlin, Ethan Freeman und Lothair Eaton. Im Herbst 2013 war sie Gast-Solistin im Soloprogramm Dir gehört mein Herz von Alexander Klaws.
Firley arbeitet auch als Gesangslehrerin für die Musikrichtungen Pop, Jazz, Musical und Klassik an einer privaten Musikschule in Duisburg.